# 蓮浄院
蓮浄院（れんじょういん、? - 明和9年4月18日（1772年5月20日））は、江戸幕府第6代将軍徳川家宣の側室。名は須免。別称に二之御部屋、新典侍。

## 経歴
父は園池公屋。養父は櫛笥隆賀。養母に西洞院時成の女。兄弟は園池実守。義兄弟には櫛笥隆成、櫛笥隆兼、八条隆英、東山天皇妃で中御門天皇の母・新崇賢門院賀子。
『幕府祚胤伝』には、近衛熙子が家宣に輿入れする際に、上臈御年寄・大典侍として共に京から下向したとあるが、没年から逆算すると年齢的に無理があるため信憑性に乏しい。一説によると、綱吉の死によって後ろ盾をなくした柳沢吉保がお須免を家宣に献上したともいわれており、実際に櫛笥隆賀の養女が元禄16年（1703年）10月に上臈として桜田御殿（当時甲府藩主であった家宣の上屋敷）に入ったことが『基熙公記』に記されている。
元禄17年（1704年）、家宣が将軍世子となり江戸城の西の丸に移ったため、側室であるお須免も西の丸大奥へ住まいを移した。宝永5年（1708年）には家宣の3男・大五郎を出産し、次男家千代の生母である一の御部屋様・お古牟の方（右近の方）に続き、二の御部屋様と称された。
宝永6年（1709年）、家宣が将軍宣下を受けて本丸御殿に移ると、御台所となった熙子や他の側室たちと共に本丸大奥へ入り、公家出身のお須免は御所風に「新典侍」と称された。
宝永7年（1710年）、大五郎が3歳で早世。正徳元年（1711年）8月には5男・虎吉を出産したが、3ヵ月後に早世した。
正徳2年（1712年）、家宣が逝去。以後は落飾し蓮浄院と号した。法心院（お古牟）と共に馬場先御用屋敷へ移り、享保17年（1732年）に浜御殿に移転。
安永元年（1772年）、死去。上野寛永寺林光院に葬られた。法名は蓮浄院霊池慧華大姉。蓮浄院殿霊池惠萼大姉とも。

## 関連作品
映画
- 大奥（秘）物語　（1967年・東映　演：久保菜穂子）
- 大奥　（2006年・東映　演：松下由樹）

テレビドラマ
- 大奥　（1968年・関西テレビ　演：富永佳代子）
- 絵島生島　（1971年・東京12チャンネル　演：月丘千秋）
- 大奥　（1983年・関西テレビ　演：松本留美）
- 八代将軍吉宗　（1995年・NHK大河ドラマ　演：根本りつ子）
- 大奥スペシャル（もうひとつの物語）　（2006年・フジテレビ　演：松下由樹）
- 忠臣蔵　瑤泉院の陰謀　（2007年・テレビ東京　演：金ヶ江悦子）
- 徳川風雲録　八代将軍吉宗　（2008年・テレビ東京　演：羽田圭子）
- 忠臣蔵の恋〜四十八人目の忠臣〜　（2016年：NHK　野々すみ花）